# Плей-оф Ліги чемпіонів УЄФА 2011—2012
Ця стаття містить інформацію про стадію плей-оф Ліги чемпіонів УЄФА 2011—2012.
У плей-оф взяли участь 16 клубів, що зайняли перші два місця в групах на груповому етапі.

## Жеребкування
Жеребкування 1/8 фіналу пройшло 16 грудня 2011 року в Ньйоні  . На цій стадії 8 команд, переможців груп, будуть «посіяні»: вони зустрінуться з командами, що зайняли 2-е місця, причому матчі проведуть «вдома». Також при жеребкуванні буде накладено обмеження: команди з однієї країни і з однієї групи не можуть зустрітися на цій стадії .
При жеребкуванні наступних стадій, яке відбудеться 16 березня 2012 року в Ньйоні, «посів» проводиться не буде, також команди з однієї країни або з однієї групи можуть зустрітися на будь-якій стадії .

## Кваліфіковані команди
| Ключі до кольорів |
| ----------------- |
| «Сіяні»           |
| «Несіяні»         |

| Група | Переможці      | Посіли друге місце |
| ----- | -------------- | ------------------ |
| A     | Баварія        | Наполі             |
| B     | Інтернаціонале | ЦСКА Москва        |
| C     | Бенфіка        | Базель             |
| D     | Реал Мадрид    | Ліон               |
| E     | Челсі          | Баєр               |
| F     | Арсенал        | Марсель            |
| G     | АПОЕЛ          | Зеніт              |
| H     | Барселона      | Мілан              |

## 1/8 фіналу
Жеребкування відбулось 16 грудня в Ньйоні. Перші матчі були зіграні 14, 15, 21 і 22 лютого, матчі-відповіді — 6, 7, 13, 14 березня 2012 року .
| Команда 1 | Заг.           | Команда 2      | 1-й матч | 2-й матч |
| --------- | -------------- | -------------- | -------- | -------- |
| Ліон      | 1:1 (3:4 пен.) | АПОЕЛ          | 1:0      | 0:1      |
| Наполі    | 4:5 (д.ч.)     | Челсі          | 3:1      | 1:4      |
| Мілан     | 4:3            | Арсенал        | 4:0      | 0:3      |
| Базель    | 1:7            | Баварія        | 1:0      | 0:7      |
| Баєр      | 2:10           | Барселона      | 1:3      | 1:7      |
| ЦСКА      | 2:5            | Реал Мадрид    | 1:1      | 1:4      |
| Зеніт     | 3:4            | Бенфіка        | 3:2      | 0:2      |
| Марсель   | 2:2 (гв)       | Інтернаціонале | 1:0      | 1:2      |

### Перші матчі
Час матчів вказаний UTC+1
| 14 лютого 2012 20:45 |

| Ліон         | 1 – 0    | АПОЕЛ |
| ------------ | -------- | ----- |
| Ляказетт 58' | Протокол |       |

| Жерлан, Ліон Глядачів: 32 010 Арбітр: Паоло Тальявенто (Італія) |

| 14 лютого 2012 20:45 |

| Баєр 04     | 1 – 3    | Барселона                 |
| ----------- | -------- | ------------------------- |
| Кадлець 52' | Протокол | Санчес 41', 55' Мессі 88' |

| БайАрена, Леверкузен Глядачів: 29 412 Арбітр: Крейг Томсон (Шотландія) |

| 15 лютого 2012 18:00 |

| Зеніт                      | 3 – 2    | Бенфіка                    |
| -------------------------- | -------- | -------------------------- |
| Широков 27', 88' Семак 71' | Протокол | М. Перейра 20' Кардосо 87' |

| Петровський, Санкт-Петербург Глядачів: 21 000 Арбітр: Йонас Ерікссон (Швеція) |

| 15 лютого 2012 20:45 |

| Мілан                                                | 4 – 0    | Арсенал |
| ---------------------------------------------------- | -------- | ------- |
| Боатенг 15' Робіньйо 38', 49' Ібрагімович 79' (пен.) | Протокол |         |

| Сан-Сіро, Мілан Глядачів: 60 000 Арбітр: Віктор Кашшаї (Угорщина) |

| 21 лютого 2012 18:00 |

| ЦСКА           | 1 – 1    | Реал Мадрид |
| -------------- | -------- | ----------- |
| Вернблом 90+3' | Протокол | Роналду 28' |

| Лужники, Москва Глядачів: 70 000 Арбітр: Бйорн Кейперс (Нідерланди) |

| 21 лютого 2012 20:45 |

| Наполі                        | 3 – 1    | Челсі    |
| ----------------------------- | -------- | -------- |
| Лавессі 38', 65' Кавані 45+2' | Протокол | Мата 27' |

| Сан-Паоло, Неаполь Глядачів: 52 495 Арбітр: Карлос Веласко Карбальо (Іспанія) |

| 22 лютого 2012 20:45 |

| Базель     | 1 – 0           | Баварія |
| ---------- | --------------- | ------- |
| Штокер 86' | Протокол(англ.) |         |

| Санкт-Якоб Парк, Базель Глядачів: 36,000 Арбітр: Нікола Ріццолі (Італія) |

| 22 лютого 2012 20:45 |

| Марсель     | 1 – 0           | Інтернаціонале |
| ----------- | --------------- | -------------- |
| А. Аю 90+2' | Протокол(англ.) |                |

| Велодром, Марсель Глядачів: 35,000 Арбітр: Джюнейт Чакир (Туреччина) |

### Другі матчі
| 6 березня 2012 20:45 |

| Арсенал                                       | 3 – 0           | Мілан |
| --------------------------------------------- | --------------- | ----- |
| Косельні 7' Росицьки 26' ван Персі 43' (пен.) | Протокол(англ.) |       |

| Емірейтс, Лондон Глядачів: 59,973 Арбітр: Дамир Скомина (Словенія) |

Мілан переміг 4–3 за сумою двох матчів.
| 6 березня 2012 20:45 |

| Бенфіка                            | 2 – 0           | Зеніт |
| ---------------------------------- | --------------- | ----- |
| Максі Перейра 45+1' Олівейра 90+3' | Протокол(англ.) |       |

| Да Луж, Лісабон Арбітр: Говард Вебб (Англія) |

Бенфіка перемогла 4–3 за сумою двох матчів.
| 7 березня 2012 20:45 |

| Барселона                                     | 7 – 1 | Баєр 04         |
| --------------------------------------------- | ----- | --------------- |
| Мессі 22', 42', 50', 58', 84' Тельйо 55', 62' |       | Белларабі 90+1' |

| Камп Ноу, Барселона Глядачів: 75 632 Арбітр: Свейн Оддвар Моен (Норвегія) |

Барселона перемогла 10–2 за сумою двох матчів.
| 7 березня 2012 20:45 |

| АПОЕЛ      | 1 – 0 (д.ч.) | Олімпік Л |
| ---------- | ------------ | --------- |
| Мандука 9' |              |           |

| ГСП, Нікосія Глядачів: 21 000 Арбітр: Альберто Ундіано Мальєнко (Іспанія) |

|                                             |       | Пенальті                                                |  |
| Аїлтон · Морайш · Александру · Тричковський | 4 – 3 | Чельстрем · Лопес · Гоміс · Александр Лаказетт · Бастос |  |

АПОЕЛ 1–1 Олімпік за сумою двох матчів. В серії пенальті переміг АПОЕЛ.
| 13 березня 2012 20:45 |

| Баварія                                             | 7 – 0           | Базель |
| --------------------------------------------------- | --------------- | ------ |
| Роббен 11', 81' Мюллер 42' Гомес 44', 50', 61', 67' | Протокол(англ.) |        |

| Альянц Арена, Мюнхен Глядачів: 66,000 Арбітр: Марк Клаттенбург (Англія) |

Баварія перемогла із загальним рахунком 7–1.
| 13 березня 2012 20:45 |

| Інтернаціонале                  | 2 – 1           | Олімпік М     |
| ------------------------------- | --------------- | ------------- |
| Міліто 75' Паццині 90+6' (пен.) | Протокол(англ.) | Брандау 90+2' |

| Сан Сіро, Мілан Глядачів: 62,632 Арбітр: Педру Проенса (Португалія) |

Оілмпік 2–2 Інтернаціонале за сумою двох матчів. Олімпік пройшов далі завдяки голу на чужому полі.
| 14 березня 2012 20:45 |

| Челсі                                                 | 4 – 1           | Наполі    |
| ----------------------------------------------------- | --------------- | --------- |
| Дрогба 29' Террі 47' Лемпард 75' (пен.) Іванович 105' | Протокол(англ.) | Інлер 55' |

| Стемфорд Бридж, Лондон Глядачів: 37,784 Арбітр: Фелікс Брих (Німеччина) |

Челсі перемогло з рахунком 5–4 за сумою двох матчів.
| 14 березня 2012 20:45 |

| Реал Мадрид                               | 4 – 1           | ЦСКА      |
| ----------------------------------------- | --------------- | --------- |
| Ігуаїн 26' Роналду 55', 90+4' Бензема 70' | Протокол(англ.) | Тошич 77' |

| Сантьяго Бернабеу, Мадрид Глядачів: 70,000 Арбітр: Стефан Ланнуа (Франція) |

Реал Мадрид переміг з рахунком 5–2 за сумою двох матчів.

## 1/4 фіналу
Перші матчі чвертьфіналів були зіграні 27 і 28 березня, матчі-відповіді — 3 і 4 квітня.
| Команда 1 | Заг. | Команда 2   | 1-й матч | 2-й матч |
| --------- | ---- | ----------- | -------- | -------- |
| АПОЕЛ     | 2:8  | Реал Мадрид | 0:3      | 2:5      |
| Марсель   | 0:4  | Баварія     | 0:2      | 0:2      |
| Бенфіка   | 1:3  | Челсі       | 0:1      | 1:2      |
| Мілан     | 1:3  | Барселона   | 0:0      | 1:3      |

### Перші матчі
| 27 березня 2012 20:45 |

| АПОЕЛ | 0 – 3           | Реал Мадрид               |
| ----- | --------------- | ------------------------- |
|       | Протокол(англ.) | Бензема 74', 90' Кака 82' |

| ГСП, Нікосія Арбітр: Фелікс Брих (Німеччина) |

| 27 березня 2012 20:45 |

| Бенфіка | 0 – 1           | Челсі    |
| ------- | --------------- | -------- |
|         | Протокол(англ.) | Калу 75' |

| Да Луж, Лісабон Арбітр: Паоло Тальявенто (Італія) |

| 28 березня 2012 20:45 |

| Марсель | 0 – 2           | Баварія              |
| ------- | --------------- | -------------------- |
|         | Протокол(англ.) | Гомес 44' Роббен 69' |

| Велодром, Марсель Глядачів: 31,683 Арбітр: Карлос Веласко Карбальо (Іспанія) |

| 28 березня 2012 20:45 |

| Мілан | 0 – 0           | Барселона |
| ----- | --------------- | --------- |
|       | Протокол(англ.) |           |

| Сан Сіро, Мілан Глядачів: 76,169 Арбітр: Йонас Ерікссон (Швеція) |

### Другі матчі
| 3 квітня 2012 20:45 |

| Баварія       | 2 – 0           | Олімпік |
| ------------- | --------------- | ------- |
| Оліч 13', 37' | Протокол(англ.) |         |

| Альянц Арена, Мюнхен Глядачів: 66,000 Арбітр: Свен Оддвар Моен (Норвегія) |

Баварія перемогла з рахунком 4–0 за сумою двох матчів
| 3 квітня 2012 20:45 |

| Барселона                                | 3 – 1           | Мілан        |
| ---------------------------------------- | --------------- | ------------ |
| Мессі 11' (пен.), 41' (пен.) Іньєста 53' | Протокол(англ.) | Ночеріно 32' |

| Камп Ноу, Барселона Глядачів: 90,000 Арбітр: Бйорн Кейперс (Нідерланди) |

Барселона перемогла з рахунком 3–1 за сумою двох матчів
| 4 квітня 2012 20:45 |

| Реал Мадрид                                         | 5 – 2           | АПОЕЛ                         |
| --------------------------------------------------- | --------------- | ----------------------------- |
| Роналду 26', 76' Кака 37' Кальєхон 80' ді Марія 84' | Протокол(англ.) | Мандука 67' Соларі 82' (пен.) |

| Сантьяго Бернабеу, Мадрид Арбітр: Джанлука Роккі (Італія) |

Реал Мадрид переміг з рахунком 8-2 за сумою двох матчів.
| 4 квітня 2012 20:45 |

| Челсі                             | 2 – 1           | Бенфіка         |
| --------------------------------- | --------------- | --------------- |
| Лемпард 21' (пен.) Мейреліш 90+2' | Протокол(англ.) | Хаві Гарсія 85' |

| Стемфорд Бридж, Лондон Арбітр: Дамир Скомина (Словенія) |

Челсі перемогло з рахунком 3-1 за сумою двох матчів.

## Півфінали
| Команда 1 | Заг.           | Команда 2   | 1-й матч | 2-й матч |
| --------- | -------------- | ----------- | -------- | -------- |
| Баварія   | 3:3 (пен. 3-1) | Реал Мадрид | 2:1      | 1:2      |
| Челсі     | 3:2            | Барселона   | 1:0      | 2:2      |

### Перші матчі
| 17 квітня 2012 20:45 |

| Баварія              | 2 – 1           | Реал Мадрид |
| -------------------- | --------------- | ----------- |
| Рібері 17' Гомес 90' | Протокол(англ.) | Езіл 53'    |

| Альянц Арена, Мюнхен Глядачів: 66,000 Арбітр: Говард Вебб (Англія) |

| 18 квітня 2012 20:45 |

| Челсі        | 1 – 0           | Барселона |
| ------------ | --------------- | --------- |
| Дрогба 45+2' | Протокол(англ.) |           |

| Стемфорд Бридж, Лондон Глядачів: 38,039 Арбітр: Фелікс Брих (Німеччина) |

### Другі матчі
| 24 квітня 2012 20:45 |

| Барселона               | 2 – 2    | Челсі                      |
| ----------------------- | -------- | -------------------------- |
| Бускетс 35' Іньєста 43' | Протокол | Рамірес 45+1' Торрес 90+2' |

| Камп Ноу, Барселона Глядачів: 95 845 Арбітр: Джюнейт Чакир (Туреччина) |

| 25 квітня 2012 20:45 |

| Реал Мадрид            | 2 – 1 (дч)      | Баварія           |
| ---------------------- | --------------- | ----------------- |
| Роналду 6' (пен.), 14' | Протокол(англ.) | Роббен 27' (пен.) |

| Сантьяго Бернабеу, Мадрид Глядачів: 70,000 Арбітр: Віктор Кашшаї (Угорщина) |

|                                        |       | Пенальті                                   |  |
| Роналду · Кака · Алонсо · Серхіо Рамос | 1 – 3 | Алаба · Гомес · Кроос · Лам · Швайнштайгер |  |

## Фінал
Фінал відбувся 19 травня на «Альянц Арені» в Мюнхені.
| 19 травня 2012 20:45 (UTC+1) |

| Баварія    | 1 – 1 | Челсі      |
| ---------- | ----- | ---------- |
| Мюллер 83' |       | Дрогба 88' |

| Альянц Арена, Мюнхен Арбітр: Педру Проенса (Португалія) |

|                                          |       | Пенальті                              |  |
| Лам · Гомес · Ноєр · Олич · Швайнштайгер | 2 – 3 | Мата · Луїз · Лемпард · Коул · Дрогба |  |